# Jaroslav Havel
Jaroslav Havel (* 21. ledna 1974) je český advokát a zakládající společník česko-slovenské advokátní kanceláře HAVEL & PARTNERS.
Je absolventem Právnické fakulty Univerzity Karlovy v Praze, kde získal titul Mgr. (1996) a následně titul JUDr. (2000).
V roce 2001 založil advokátní kancelář HAVEL & PARTNERS, která se postupně stala největší nezávislou advokátní kanceláří v regionu střední Evropy.